# Estació de Portbou
Portbou és una estació de ferrocarril propietat d'Adif situada al municipi de Portbou, a la comarca catalana de l'Alt Empordà. L'estació es troba a la línia Barcelona-Girona-Portbou i té rang d'estació internacional.
És l'estació terminal dels trens de la SNCF, per les vies d'ample estàndard, i és operada conjuntament amb l'estació de Cervera de la Marenda, la qual és terminal dels trens de RENFE. Les dues estacions estan connectades per les víes amb dos amples, l'estàndard i l'ibèric.

## Història
Aquesta estació de la línia de Girona va entrar en servei el 20 de gener de 1878, quan va entrar en servei el tram construït per la Companyia dels Ferrocarrils de Tarragona a Barcelona i França (TBF) entre Figueres i Portbou.
En 1898, la companyia va quedar absorbida per la Companyia dels Ferrocarrils de Madrid a Saragossa i a Alacant. En 1929, aquesta última va decidir de substituir el recinte original per un de més gran, al qual va ser adjuntada una gran marquesina de vidre i ferro que cobria les andanes, construïda pels tallers de Joan Torras i Guardiola. Torras era conegut com l'Eiffel català pel seu domini de les estructures de ferro i grans obres d'enginyeria com els mercats de Lleida, Tortosa i la Torre d'Aigües del Tibidabo, a Barcelona. Una de les primeres obres que van sortir d'aquells tallers va ser el pont de vianants de Sant Agustí a Girona. Aquesta fusió va ser mantinguda fins al 1941, l'any en què la nacionalització dels ferrocarrils a Espanya va provocar la desaparició de totes les empreses privades existents i la creació de Renfe.
El 2005, l'estació es va transferir a l'Adif.
L'any 2016 va registrar el trànsit de 79.000 passatgers (45.000 que van pujar i 34.000 que van baixar).

## Situació i instal·lacions
L'estació es troba a l'oest del centre de la ciutat. L'edifici de viatgers disposa de carrets portaequipatges i del servei de venda de bitllets. És una estació accessible per a persones amb mobilitat reduïda, que disposa de lavabos per a persones amb discapacitat, vestíbul adaptat de la zona comercial i cadires de rodes. Les andanes estan connectades per diversos passatges subterranis i d'altres al nivell de les vies.
Establerta a 30,8 metres d'altitud, l'estació de Portbou, està situada al punt quilomètric (PK) 97.227 de la línia de Barcelona a Portbou, així com al PK 510.700 de la línia de Narbona a Portbou. Està situada entre les estacions de Cervera de la Marenda i de Colera.
L'edifici actual de l'estació data de 1929, amb motiu de l'Exposició Internacional de Barcelona. Destaca la gran marquesina de ferro i vidre que cobreix les andanes, construïda pels tallers de Joan Torras i Guardiola. Torras era conegut com l'Eiffel català pel seu domini de les estructures de ferro i grans obres d'enginyeria com els mercats de Lleida, Tortosa i la Torre d'Aigües del Tibidabo, a Barcelona. Una de les primeres obres que van sortir d'aquells tallers va ser el pont de vianants de Sant Agustí a Girona.
A més de l'edifici de viatgers, hi ha un petit edifici dedicat al canvi d'ample dels bogis, destinat als trens Talgo. Aquest edifici es va utilitzar del 1968 al 2013, quan el primer TGV] va circular entre Figueres-Vilafant i Perpinyà.
Les instal·lacions es poden dividir entre la zona de passatgers i la zona de mercaderies. Hi ha 8 vies de servei a les quals s'ajunten 2 de vies dedicades a la revisió de trens. També hi ha 2 vies de taller per al material motor. La zona de mercaderies s'utilitza per al trànsit de transport combinat (vuit carrils es dediquen a aquest trànsit). Les operacions de transbordament de contenidors es realitzen mitjançant dues porteries de manipulació. Algunes de les rutes del complex de mercaderies (que té un total de 28 vies) disposa de tres carrils per a la circulació de trens amb dos amples de vía.
Al costat de l'important edifici de viatgers, hi ha un edifici que estava dedicat a la transferència de paquets i correu.
A la sortida de Portbou, en direcció a Cervera de la Marenda, es troba el túnel dels Belitres, que té una via de cada ample i un túnel de maniobres de 300 metres de longitud, construït entre 1983 i 1984.

## Serveis ferroviaris
L'estació de Portbou és atesa pels trens regionals de la línia R11 de les Rodalies de Catalunya i els de la línia RG1 de la Rodalia de Girona. També és l'estació terminal dels trens de mitjana distància de la línia R11, a més dels trens TER (procedents principalment de Perpinyà i d'Avinyó) i dels trens Intercités de nuit (procedents de París)
| Procedència/Destinació                     | <        | Línia     | >                     | Procedència/Destinació          |
| ------------------------------------------ | -------- | --------- | --------------------- | ------------------------------- |
| Rodalia de Girona                          |          |           |                       |                                 |
| L'Hospitalet de Llobregat                  | Colera   |           | Terminal              | Terminal                        |
| Serveis regionals de Rodalies de Catalunya |          |           |                       |                                 |
| Barcelona-Sants                            | Colera   |           | Cervera de la Marenda | Terminal Cervera de la Marenda¹ |
|                                            |          |           |                       |                                 |
| TER d'Occitània                            |          |           |                       |                                 |
| terminal                                   | terminal |           | Cervera de la Marenda | Narbona / Tolosa-Matabiau       |
| Tren de nit                                |          |           |                       |                                 |
| terminal                                   | terminal | Intercité | Cervera de la Marenda | París-Austerlitz                |

## Galeria d'imatges

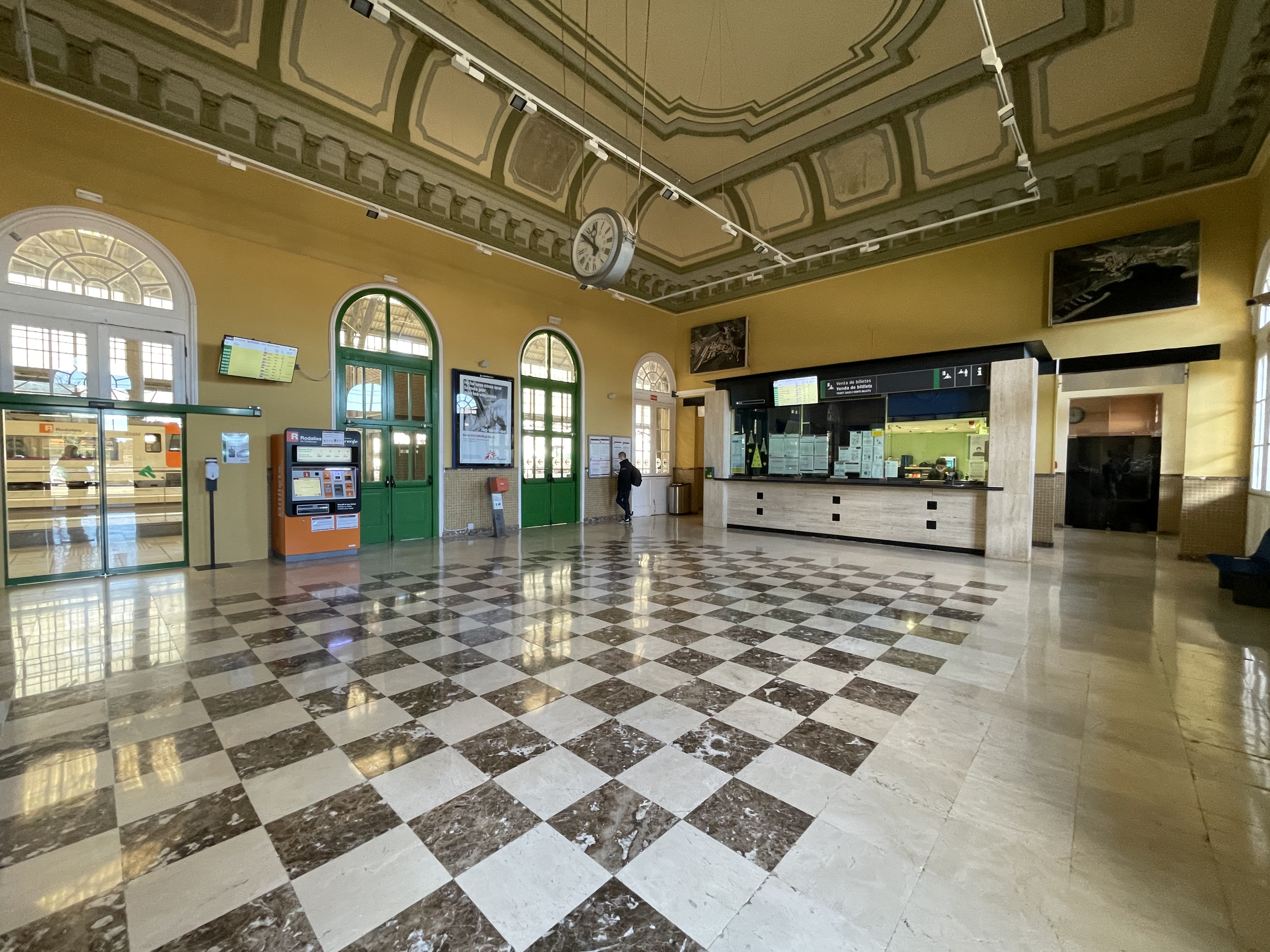
L'interior de l'edifici de l'estació
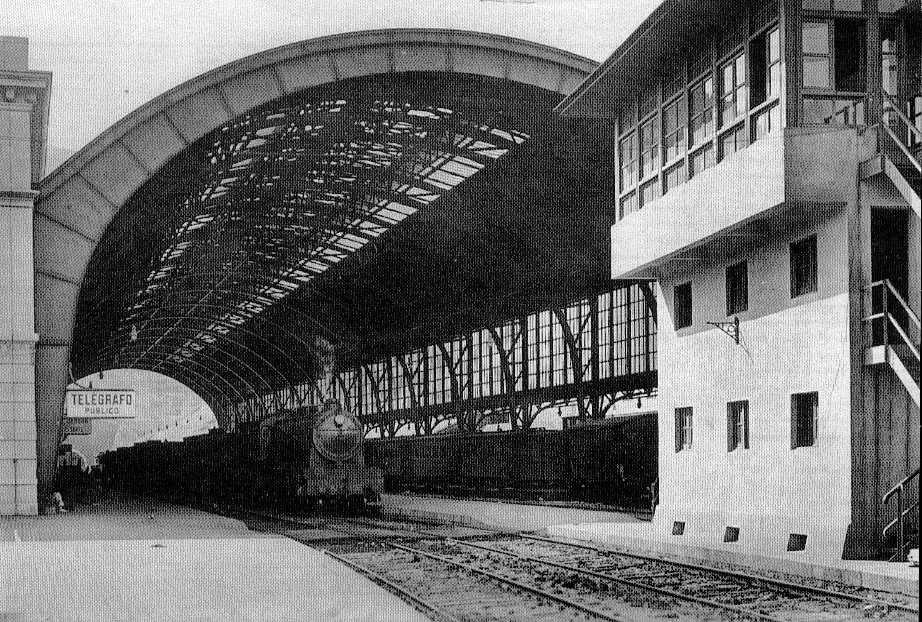
Estació de Portbou amb una Locomotora de Vapor
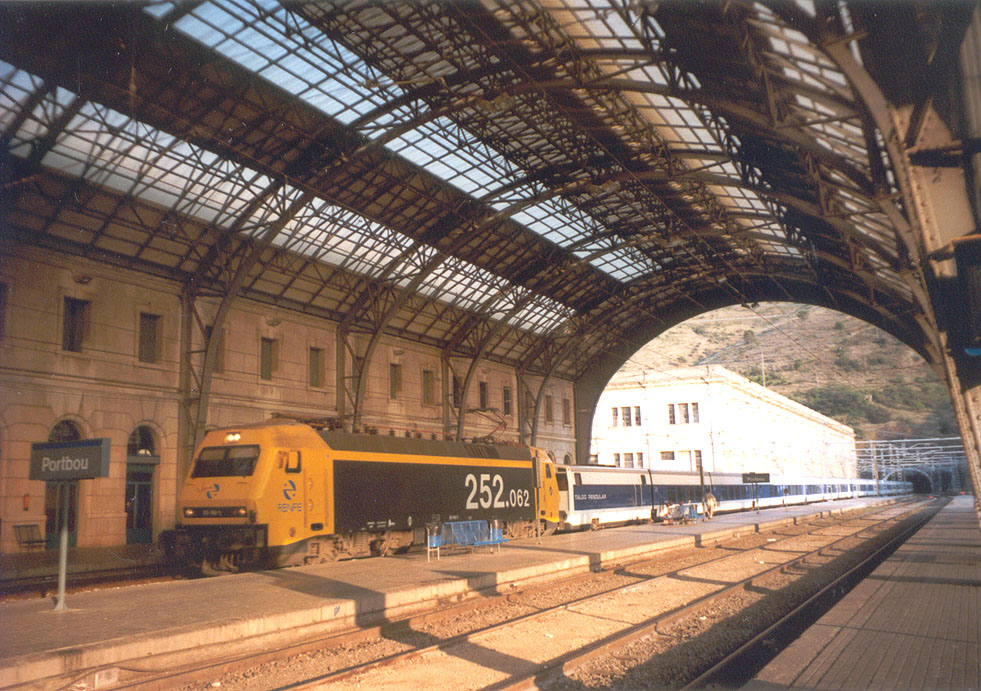
Estació de Portbou amb un Talgo aturat
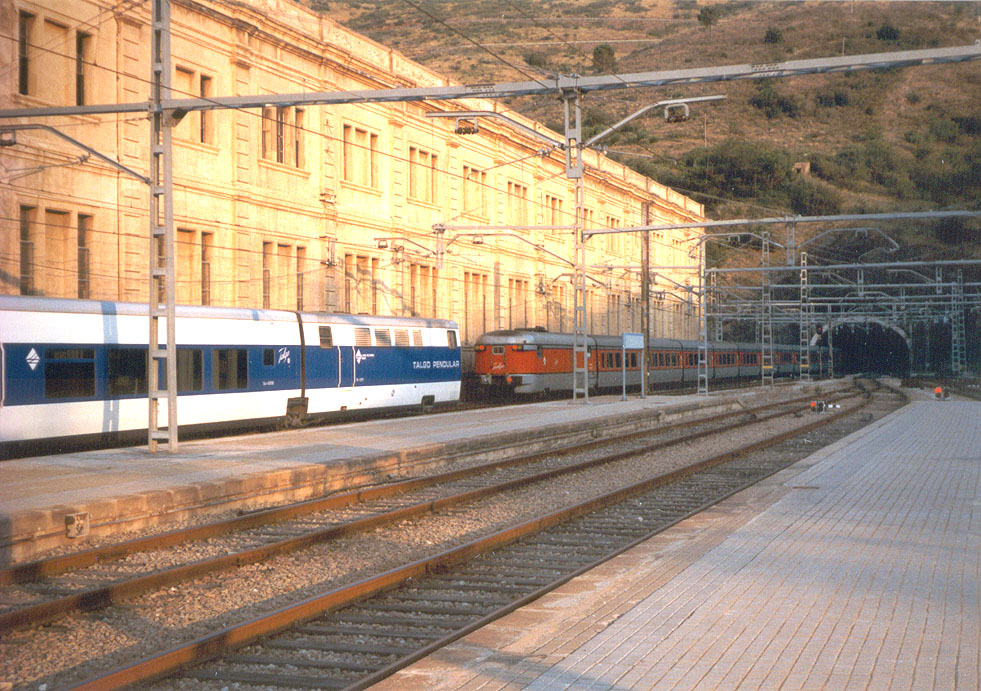
Dos trens Talgo
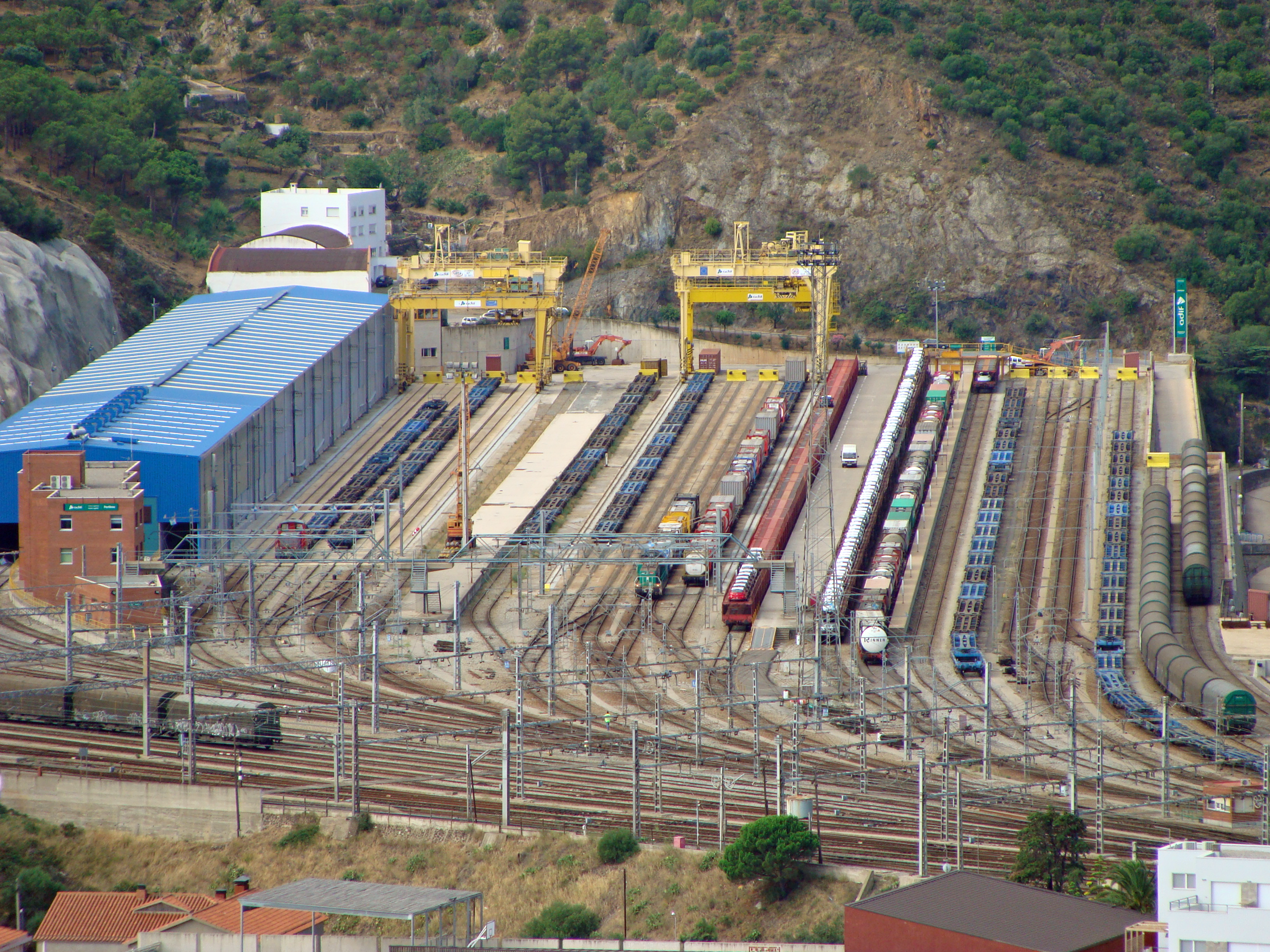
Les instal·lacions per al trànsit de les mercaderies